# Jennifer Minetti
Jennifer Minetti (* 8. Januar 1940 in Berlin; † 5. August 2011 in Bad Aibling) war eine deutsche Schauspielerin.

## Leben
Jennifer Minetti war die Tochter des Schauspielers Bernhard Minetti und dessen Ehefrau Anne Minetti, geborene Gerbrandt, (1904–1963). Als junge Frau erhielt sie Schauspielunterricht bei Herma Clement in Berlin. Ihr erstes Theaterengagement bekam sie nach ihrem Debüt im Jahr 1958 am Landestheater Hannover, wo sie bis 1960 blieb.
Es folgten Engagements am Theater der Stadt Essen (1960 bis 1962), an den Wuppertaler Bühnen (1962 bis 1964), am Staatstheater Kassel (1964 bis 1966), Stadttheater Aachen (1966 bis 1968), den Bühnen der Stadt Bonn (1968 bis 1970) und am Deutschen Theater Göttingen (1970 bis 1977).
Von 1977 bis 2001 spielte sie an den Münchner Kammerspielen. Rollen hier waren unter anderem Frau Miller in Kabale und Liebe (1978), Mutter Balicke in Trommeln in der Nacht (1979), Marceline Gautier in Feydeaus Klotz am Bein (1983), Zweite Geige in Anouilhs Orchester (1984), Hauswirtsgattin in der Uraufführung von Ernst-Jürgen Dreyers Die goldene Brücke (1985), Mutter in Im Dickicht der Städte (1988), Frau Bruscon in Der Theatermacher (1988), Frau Kovacic in der Uraufführung von Werner Schwabs Volksvernichtung oder meine Leber ist sinnlos (1991), Mutter des Mädchens/Patronne in Bernard-Marie Koltès’ Roberto Zucco (1995), Grete in Schwabs Die Präsidentinnen (1997) sowie Köchin Laina in Herr Puntila und sein Knecht Matti (1998).
Zusammen mit den anderen Darstellerinnen aus dem Chor der kriegsgefangenen Frauen von Troja in Euripides’ Hekabe erhielt sie 2002 den Kurt-Meisel-Preis des Vereins der Freunde des Bayerischen Staatsschauspiels. Ab dem Sommer 2001 war sie am Schauspiel Frankfurt am Main fest engagiert. Daneben trat sie als Gast regelmäßig unter Dieter Dorn im Münchner Residenztheater auf.
Minetti spielte in vier Uraufführungen der Stücke von Werner Schwab und wurde von der Kritik als Schwabs Duse bezeichnet. In Wien war sie als Künstlermuse Alma in Joshua Sobols Alma (Regie: Paulus Manker) zu sehen. Als Christian Stückl 2003 in Salzburg den Jedermann neu inszenierte, wurde sie als Jedermanns Mutter engagiert. 2005 erhielt sie den mit 10.000 Euro dotierten Theaterpreis der Landeshauptstadt München.
Am 5. August 2011 starb Jennifer Minetti im Alter von 71 Jahren in Bad Aibling. Sie war die Schwester des Schauspielers Hans-Peter Minetti und Tante des Schauspielers Daniel Minetti.

## Hörspiele
- 2000: Kerstin Specht: Der Flieger – Regie: FM Einheit/Kerstin Specht (Hörspiel – BR)
- 2001: Andreas Ammer/FM Einheit/Sebastian Hess: Marx Engels Werke (Dr. Karl Marx) – Regie und Komponisten: Andreas Ammer/FM Einheit (Pophörspiel – BR)
- 2002: Andreas Ammer/FM Einheit: Alzheimer 2000/Toter Trakt (Frau Meinhof) – Regie: Andreas Ammer/FM Einheit (Hörspiel – WDR/RB)